# Eriospermum descendens
Eriospermum descendens är en sparrisväxtart som beskrevs av Hermann Wilhelm Rudolf Marloth och Pauline Lesley Perry. Eriospermum descendens ingår i släktet Eriospermum och familjen sparrisväxter. Inga underarter finns listade i Catalogue of Life.